# Équipe cycliste Java-Partizan
L'équipe cycliste Java-Partizan est une équipe cycliste serbe créée en 2018 à la suite de la division de la formation Dare Viator Partizan. Une partie de l'effectif a rejoint la formation Java-Partizan, l'autre partie a rejoint la formation Dare Gaviota. 

## Classements UCI
Depuis sa création, l'équipe participe aux différents circuits continentaux et en particulier l'UCI Europe Tour. Le tableau ci-dessous présente les classements de l'équipe sur ces circuits, ainsi que son meilleur coureur au classement individuel.

## Java-Partizan en 2018[1]

### Effectif
| Cycliste               | Date de naissance | Nationalité | Équipe 2017                  |  |
| ---------------------- | ----------------- | ----------- | ---------------------------- |  |
| Toni Alfian            | 22 juin 1994      | Indonésie   |                              |  |
| Martin Ford            | 26 avril 1974     | Royaume-Uni |                              |  |
| Andrej Galović         | 29 mars 1997      | Serbie      |                              |  |
| Nebojša Jovanović      | 27 mars 1983      | Serbie      | Dare Viator Partizan         |  |
| Stefan Jovanović       | 19 avril 1995     | Serbie      | Dare Viator Partizan         |  |
| Charálampos Kastrantás | 13 mars 1991      | Grèce       | Dare Viator Partizan         |  |
| Andreas Keuser         | 14 avril 1974     | Allemagne   | Kuwait-Cartucho.es           |  |
| Stevan Klisurić        | 6 octobre 1987    | Serbie      | Dare Viator Partizan         |  |
| Aleksandar Roman       | 24 novembre 1996  | Serbie      | Dare Viator Partizan         |  |
| Timothy Rugg           | 24 novembre 1985  | États-Unis  | Bike Aid                     |  |
| Dominic Schils         | 7 octobre 1991    | Royaume-Uni | Velo Schils Interbike        |  |
| Mehdi Tigrine          | 29 octobre 1986   | Belgique    | Massi-Kuwait Cycling Project |  |
| Dušan Veselinović      | 6 juin 1999       | Serbie      |                              |  |

### Victoires
| Victoires | Victoires                                                        | Victoires | Victoires | Victoires              | Victoires |
| Date      | Course                                                           | Pays      | Classe    | Vainqueur              |           |
| --------- | ---------------------------------------------------------------- | --------- | --------- | ---------------------- | --------- |
| 27 janv.  | 3e étape du Tour d'Indonésie                                     | Indonésie | 2.1       | Charálampos Kastrantás |           |
| 23 fév.   | Classement général, Grand Prix international de la ville d'Alger | Algérie   | 2.2       | Charálampos Kastrantás |           |
| 23 fév.   | 3e étape du Grand Prix international de la ville d'Alger         | Algérie   | 2.2       | Charálampos Kastrantás |           |